# Дурген-Нуур
Дурген-Нуур (также Дургэн-Нур, Доргон-Нур и Дуро-Нур) — бессточное слабосолёное озеро на западе Котловины Больших озёр в Монголии. Соединено протокой с озером Хар-Нуур. Берега низкие, извилистые, представлены барханами и солончаками. Минерализация воды 4 г/л. Озеро и прилегающие к нему территории в 1997 году были отнесены к разряду особо охраняемых территорий.
Является одним из группы озёр, которые в доисторические времена являлись одним большим озером, исчезнувшим примерно 5000 лет назад в результате того, что климат в регионе стал более засушливый.

## Топографические карты
- Лист карты L-46-IV. Масштаб: 1 : 200 000. Издание 1971 г.